# Ораторий Сан-Джорджо
Ораторий Сан-Джорджо (итал. Oratorio di San Giorgio) — католический ораторий в городе Падуя (Италия), посвящён великомученику Святому Георгию. Является пристройкой к южному трансепту базилики Святого Антония. Построен по заказу маркиза Раймондино Лупи ди Соранья в 1377 году как фамильная усыпальница. Роспись оратория была поручена Альтикьеро да Дзевио, который вместе с Якопо Аванци завершил её в 1384 году.
На стенах оратория размещены двадцать две больших композиции и около ста меньших. Фрески посвящены сюжетам из жизни святого Георгия, Екатерины Александрийской и святой Лючии. На боковой стене под крестовым сводом находится монументальная многофигурная фреска «Распятие Иисуса Христа». В 1837 году восстановление и публикацию в 1841 году фресок капеллы осуществил Эрнст Иоахим Фёрстер, за что он был награжден прусским королём Большой золотой медалью за «за услуги искусству и науке».
По мнению историка искусства Пьетро Тоэски цикл фресок оратория является главным произведением второй половины эпохи треченто в Италии.
В 2021 году фрески оратория Сан-Джорджо были внесены в список Всемирного наследия ЮНЕСКО, в составе цикла фресок XIV века восьми зданий Падуи.

## Галерея

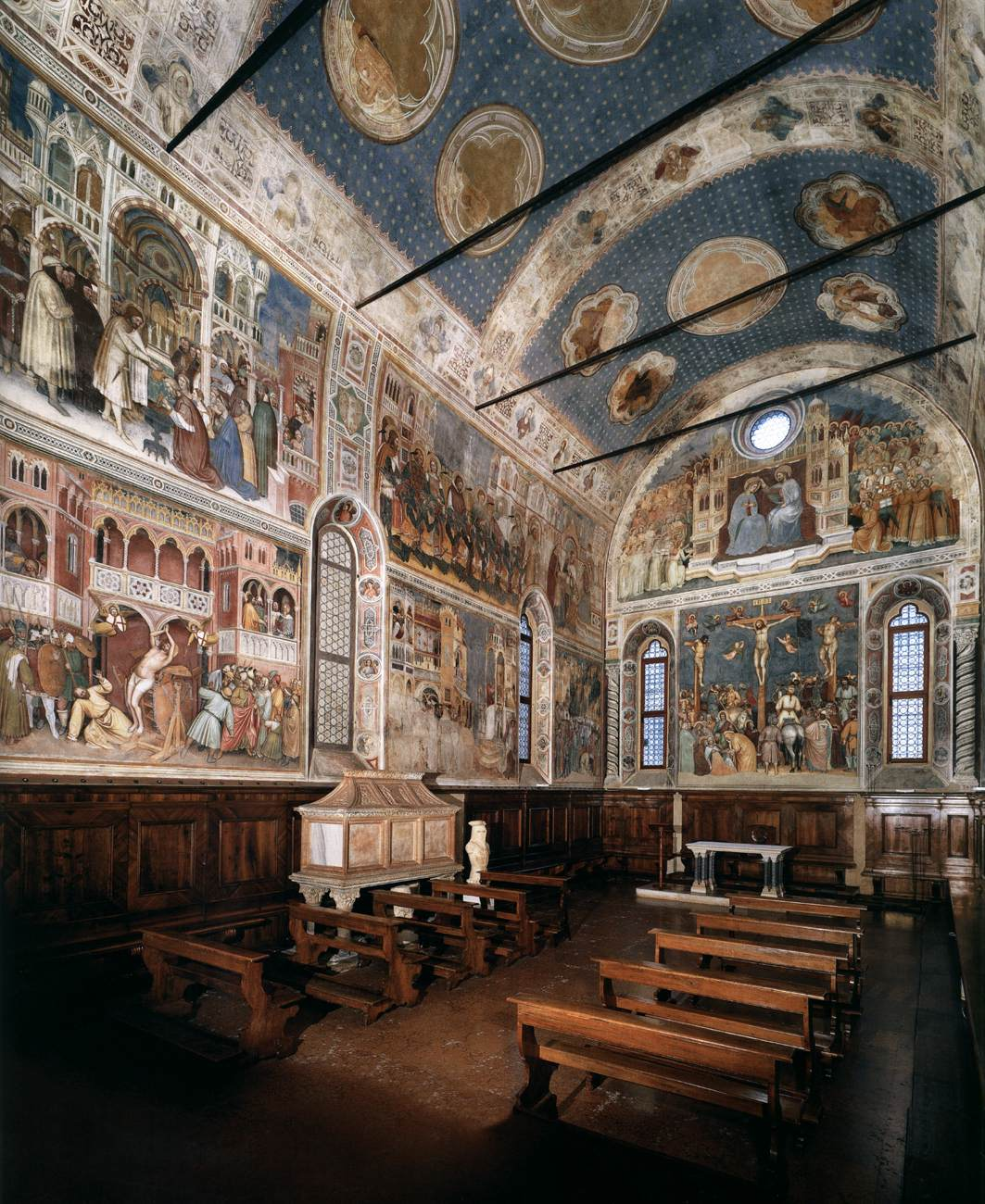
Интерьер оратория
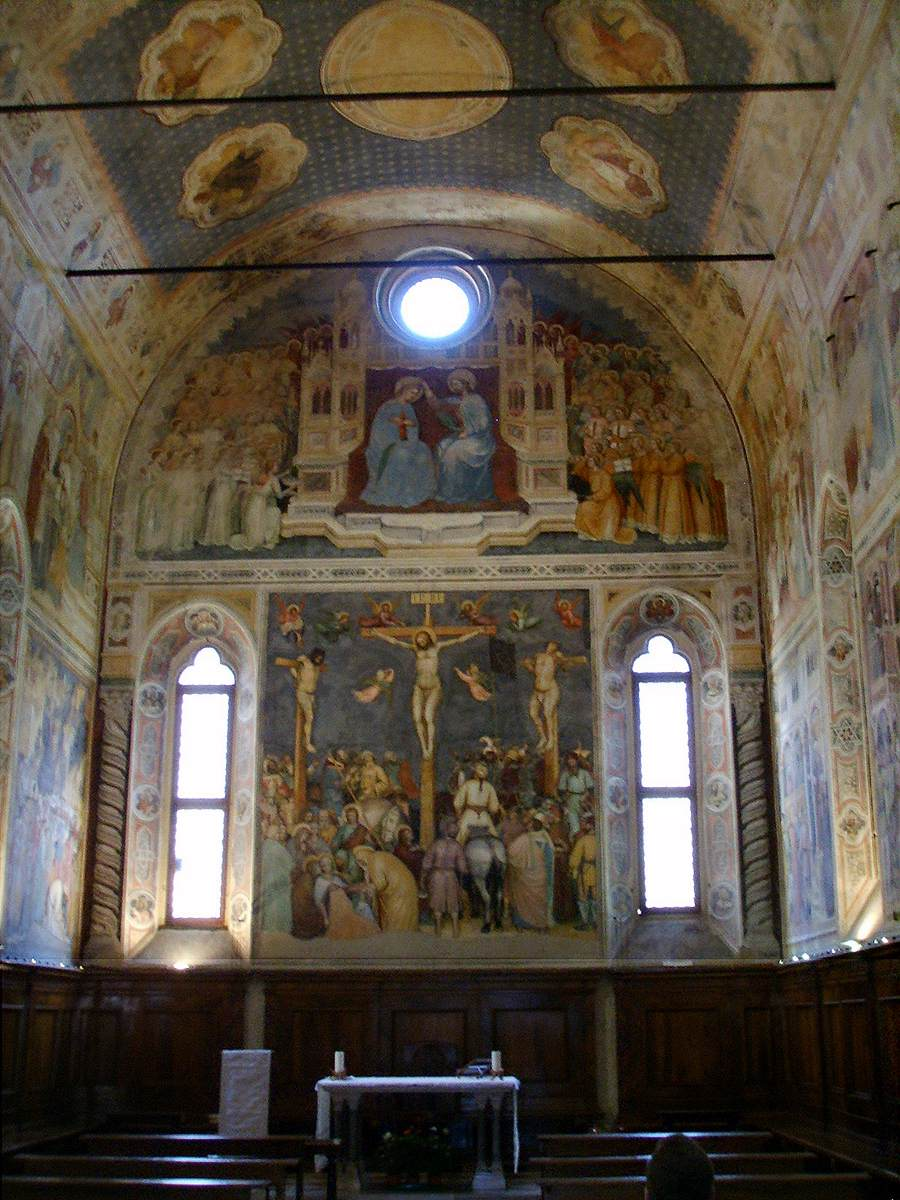
Интерьер оратория. Фреска Альтикьери «Распятие». 1379
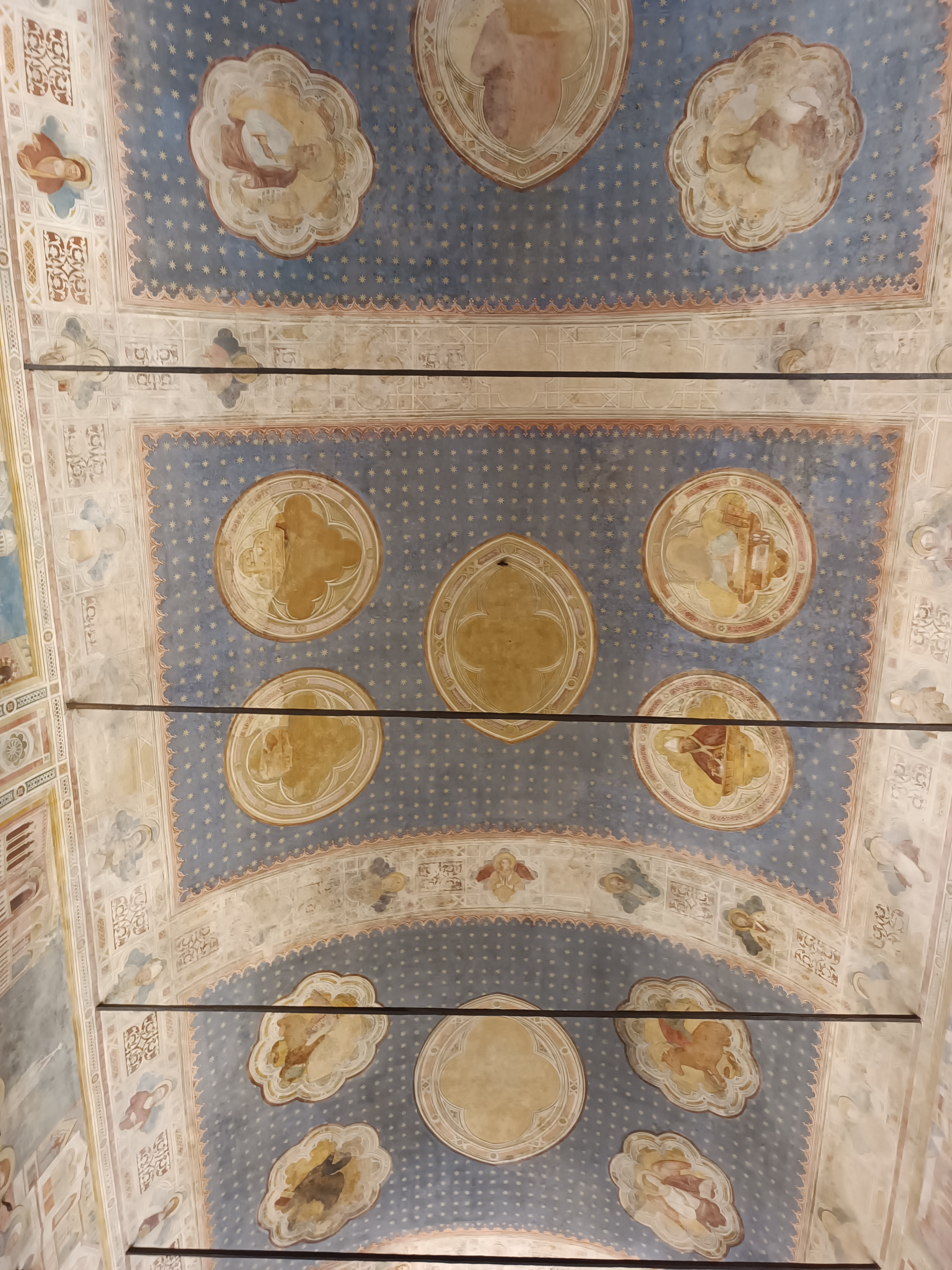
Pоспись свода
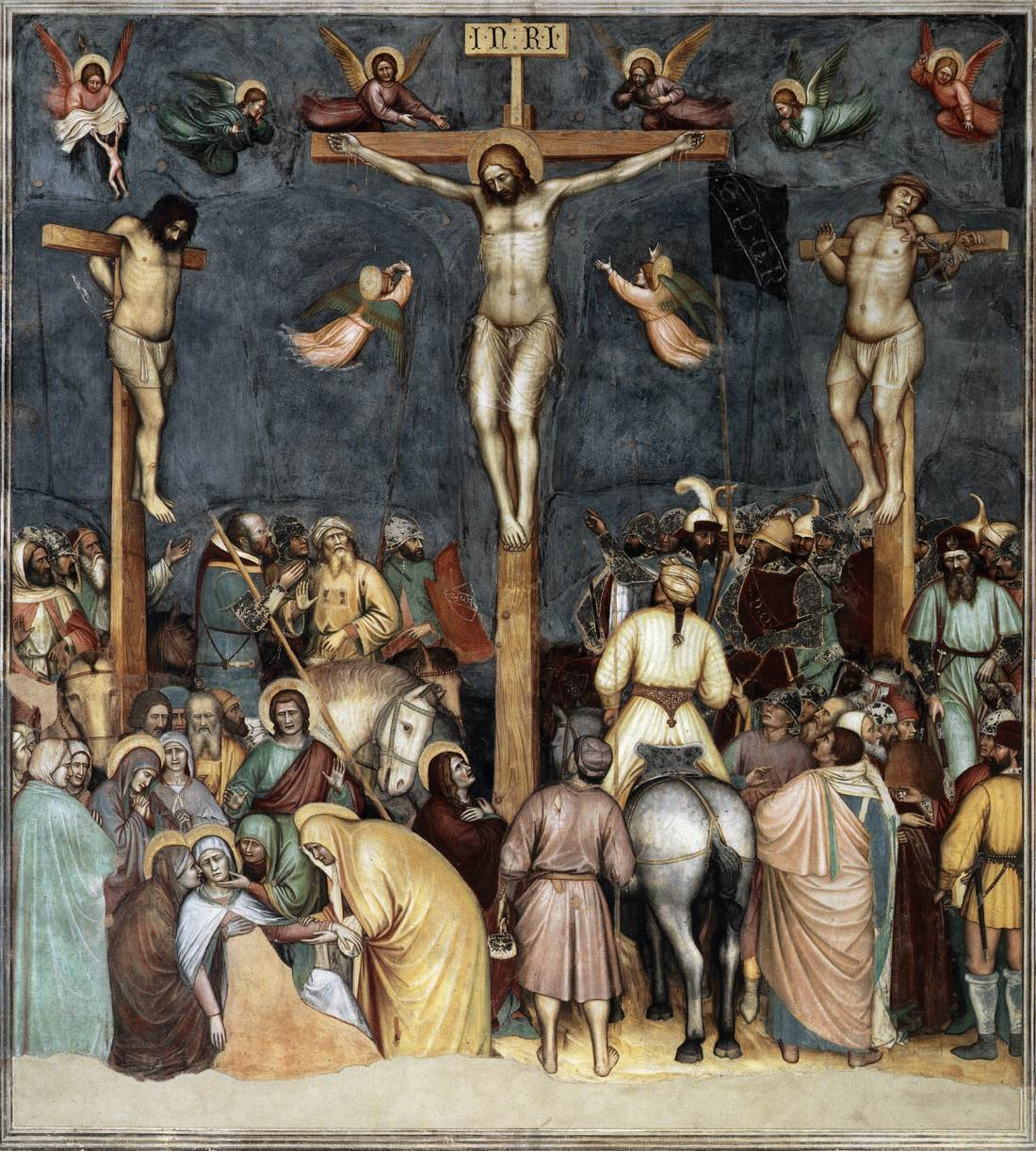
Распятие
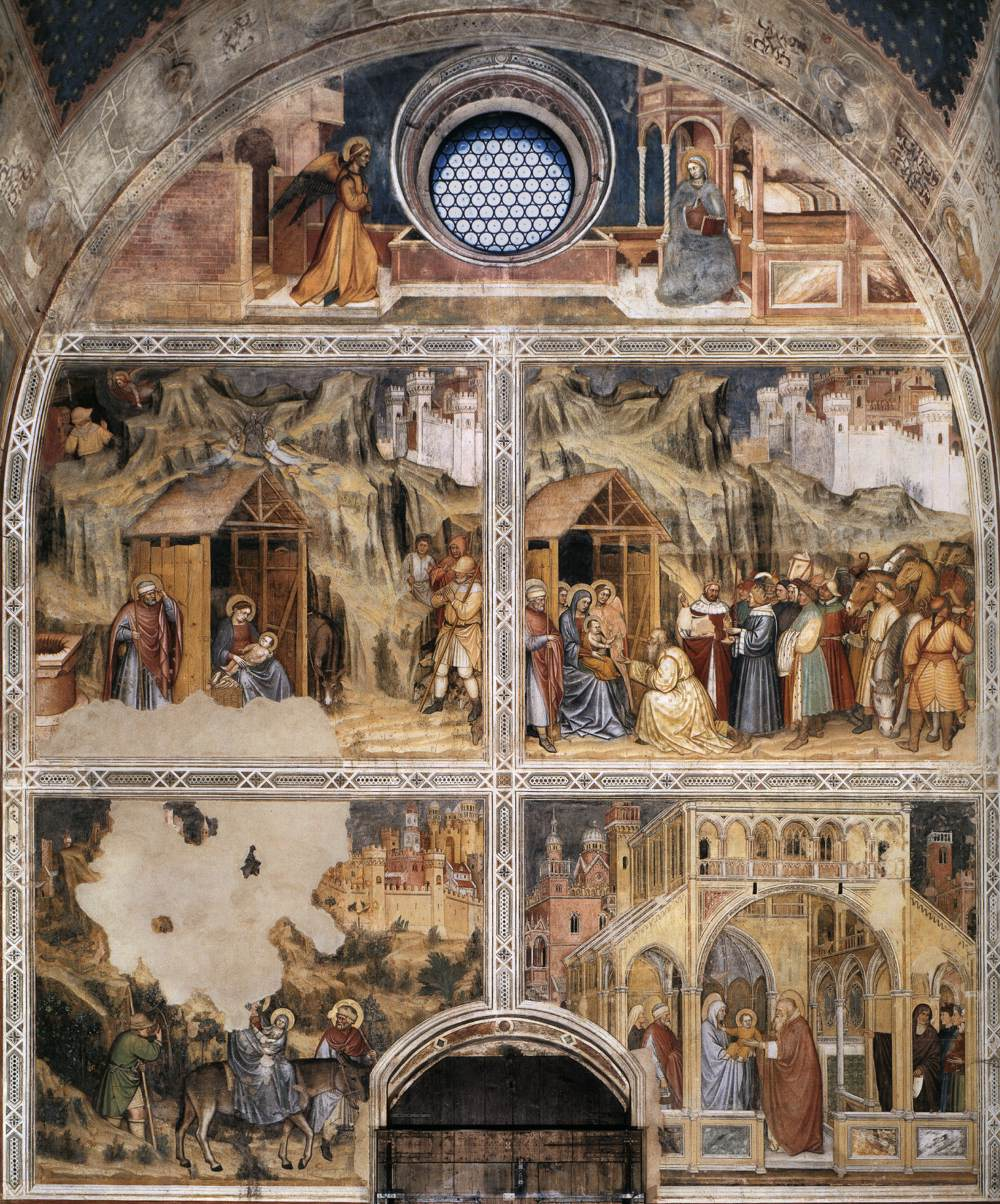
Контрфасад
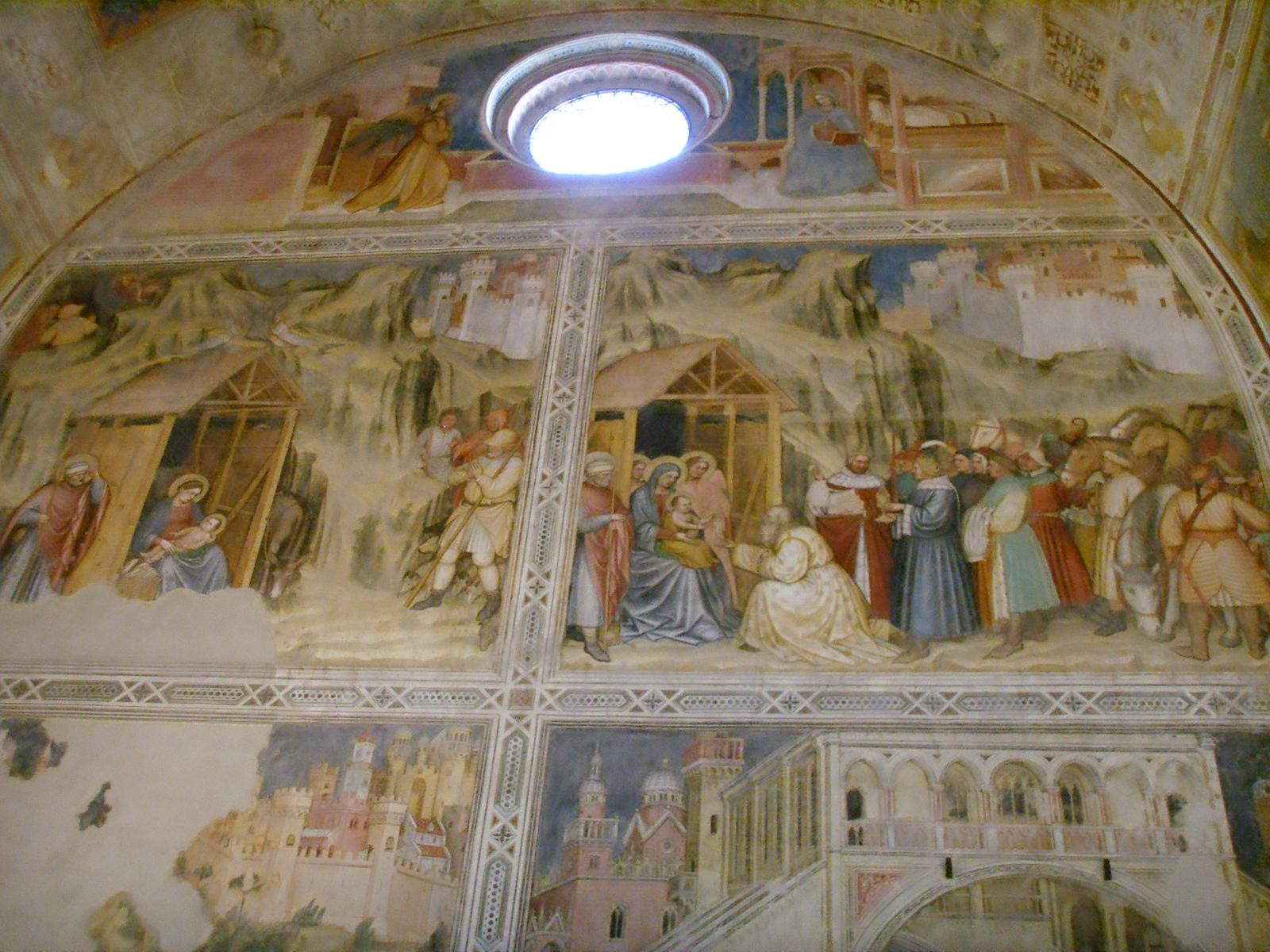
Фрески контрфасада. 1378-1384
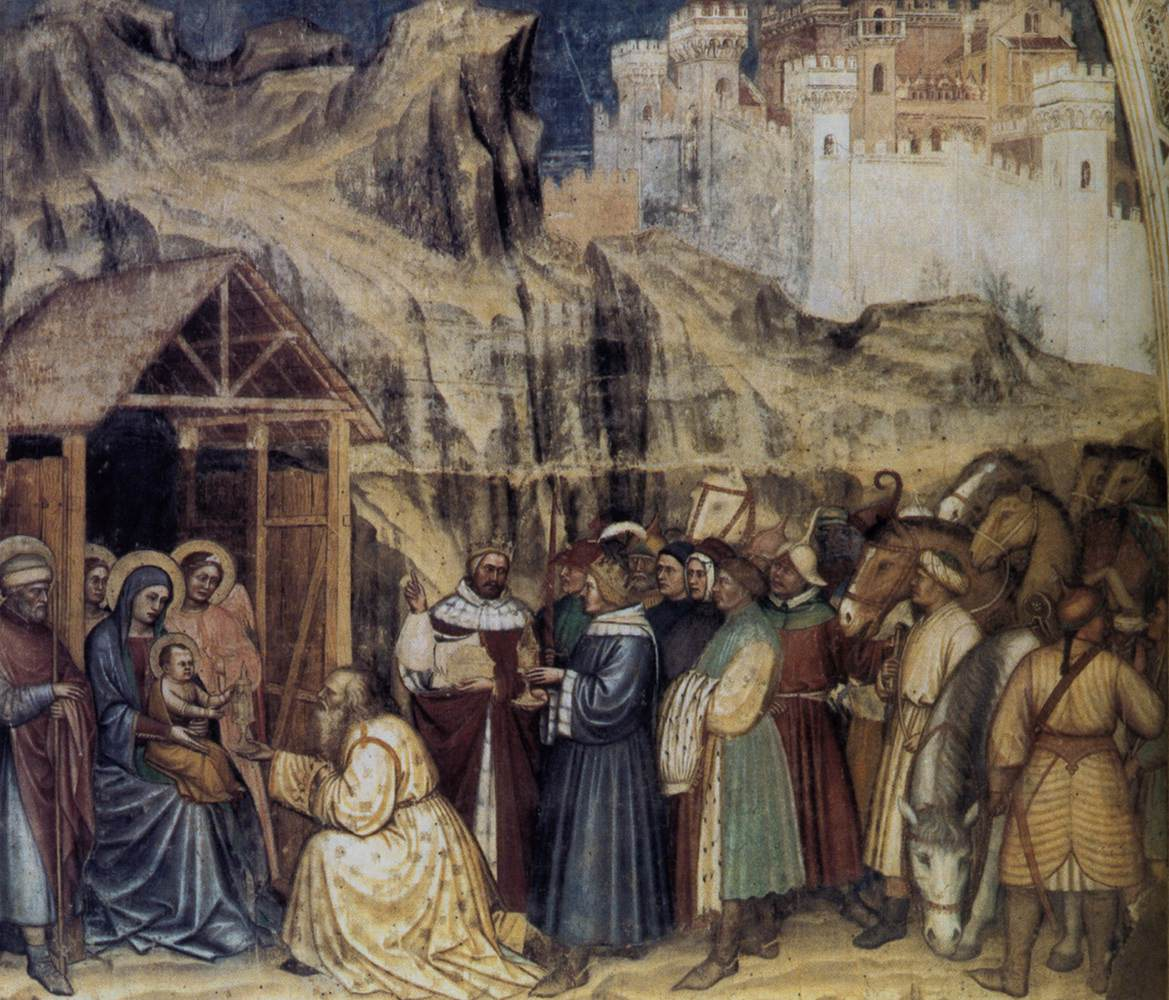
Поклонение волхвов. 1384
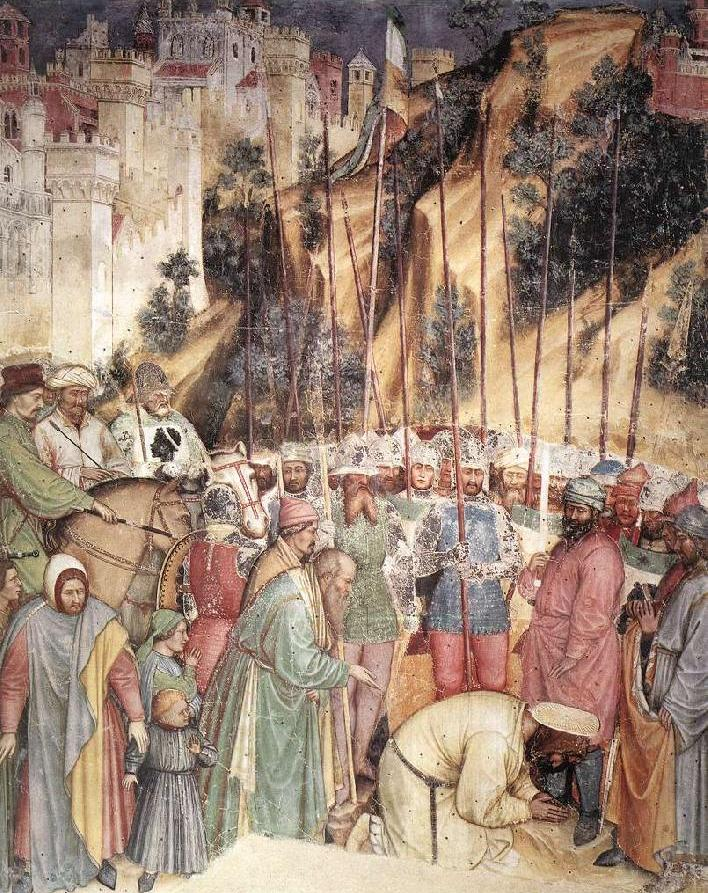
Обезглавливание Святого Георгия
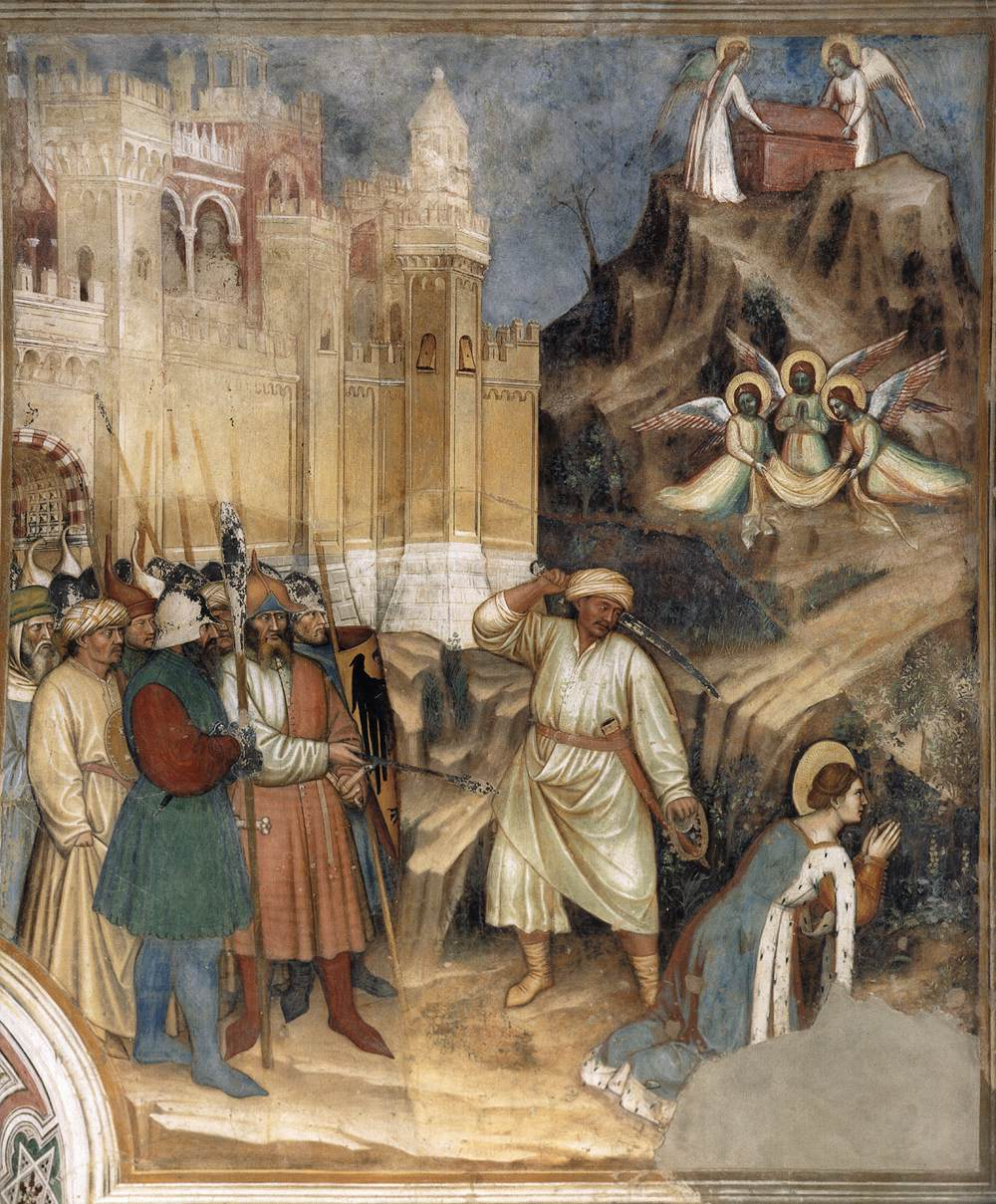
Oбезглавливание Святой Екатерины Александрийской
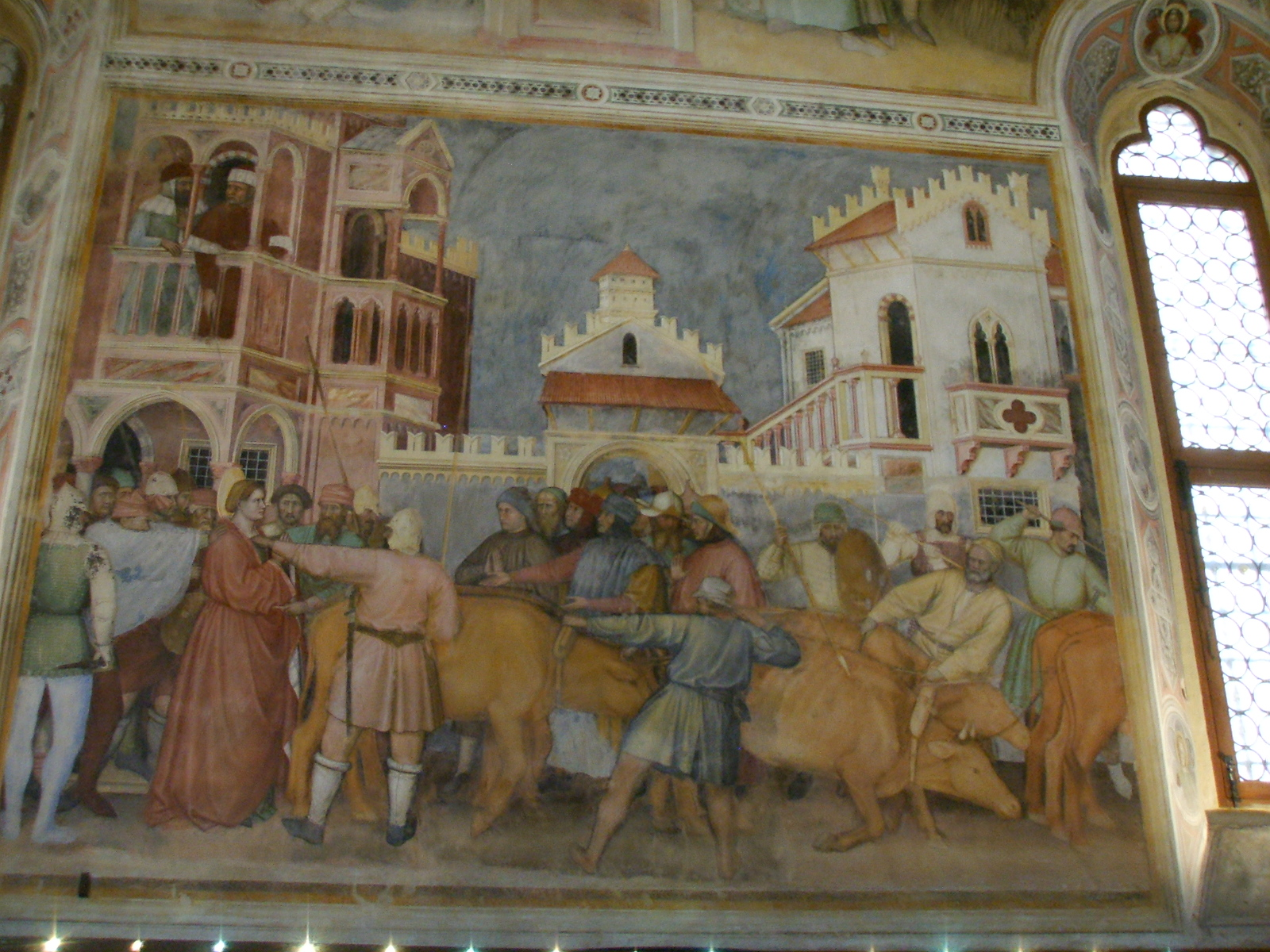
Святую Лючию волокут в дом терпимости
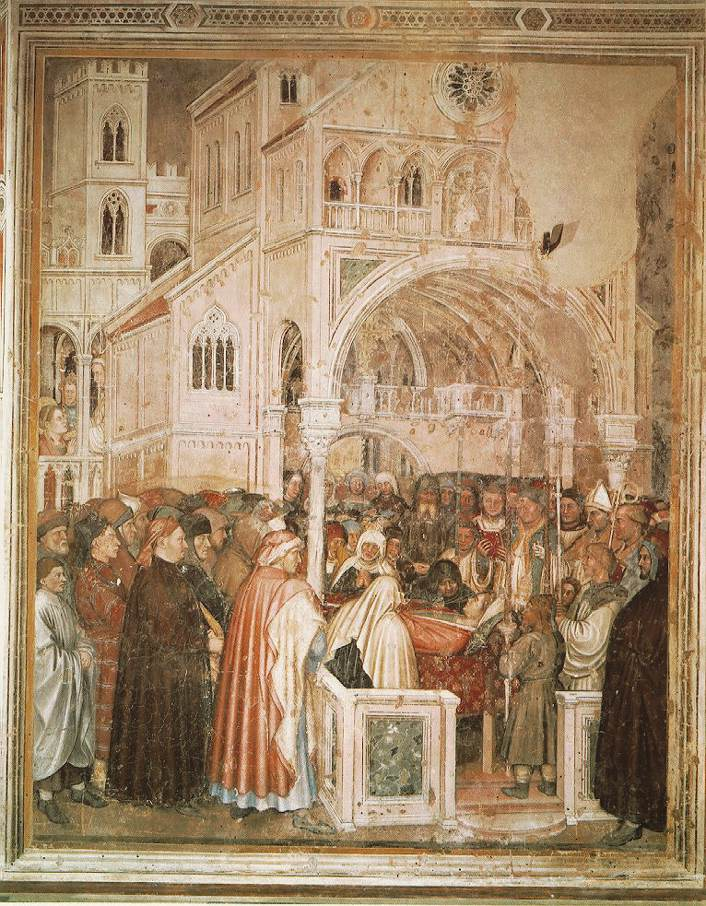
Похороны Святой Лючии